# Pfarrkirche Hüttau

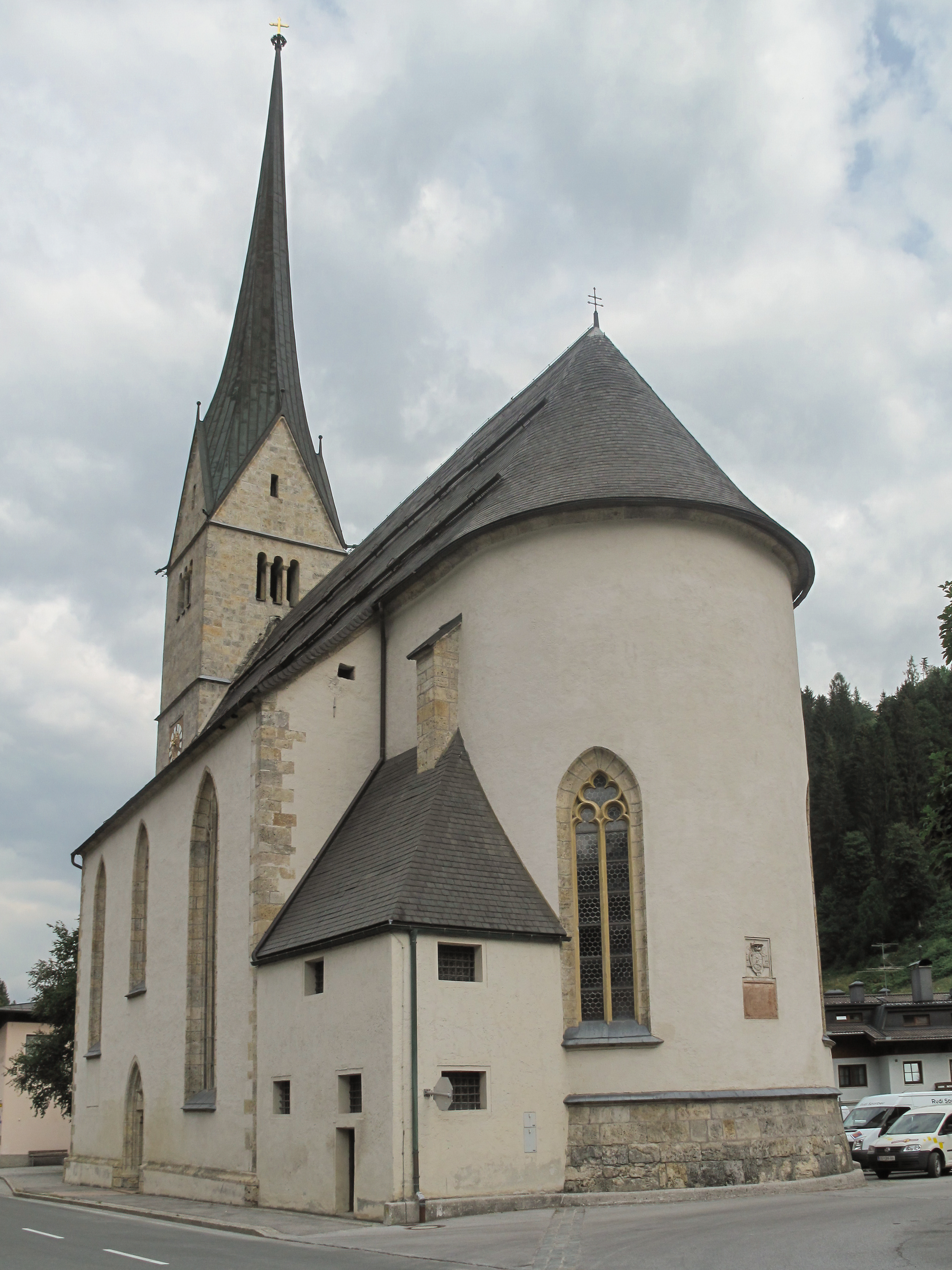
Pfarrkirche hl. Leonhard (2011)

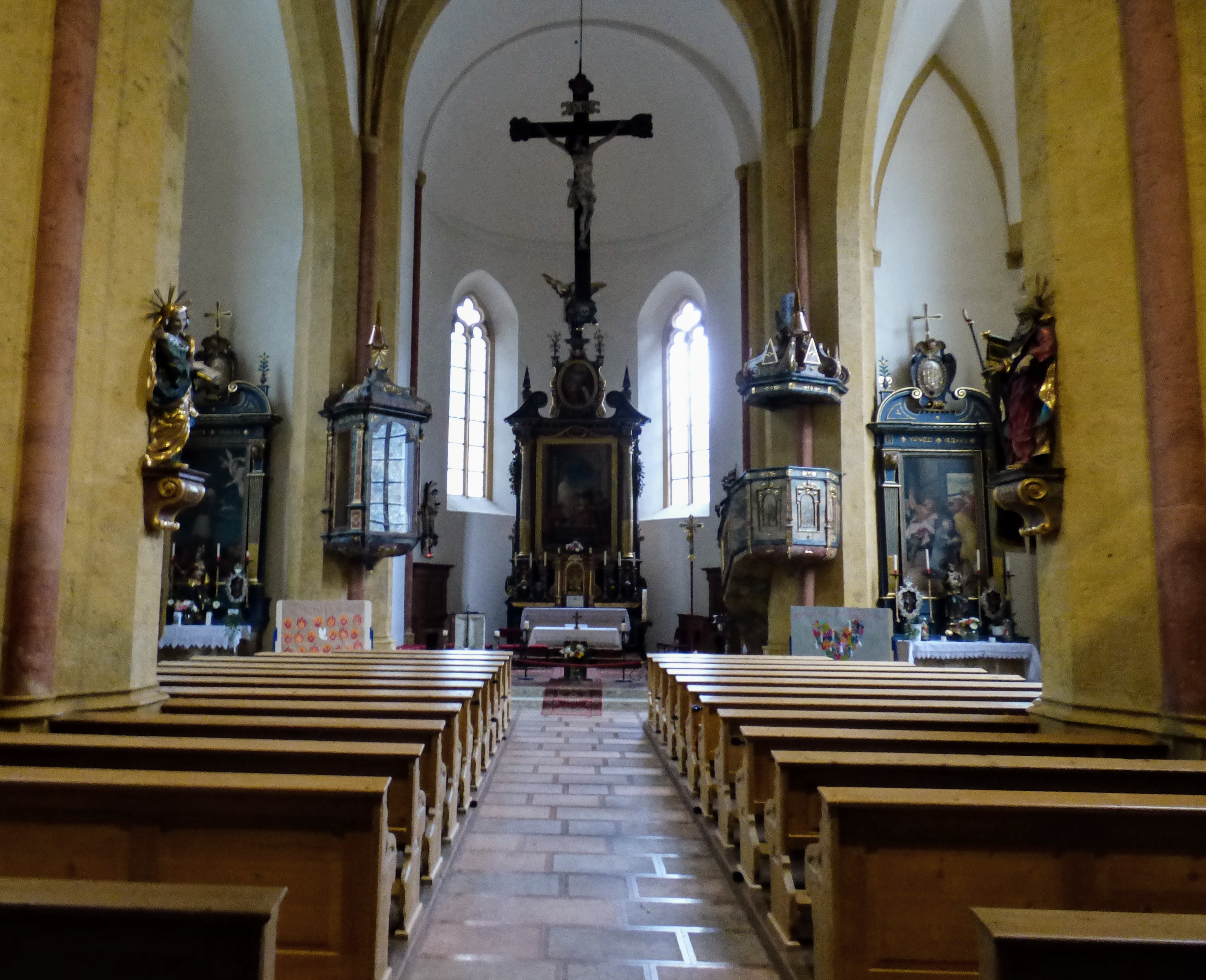
Kircheninneres

Die Pfarrkirche Hüttau steht parallel zwischen dem Fritzbach und der Durchfahrtsstraße in der Ortsmitte der Gemeinde Hüttau im Bezirk St. Johann im Pongau im Land Salzburg. Die auf das Patrozinium des heiligen Leonhard von Limoges geweihte römisch-katholische Pfarrkirche gehört zum Dekanat Altenmarkt in der Erzdiözese Salzburg. Das Patroziniumsfest wird am 6. November (Leonharditag) begangen. Die Kirche steht unter  Denkmalschutz (Listeneintrag).

## Geschichte
Nach einer Grundschenkung im Jahre 1450 wurde eine erste Leonhardkapelle erbaut (1451 ist die Capellam in honore Sancti Leonhardi in Fritza prope Hüttaw urkundlich). 1472 bis 1492 erfolgte der Bau der Kirche. 1612 wurde der Chor neu erbaut und 1619 mit neuen Altären ausgestattet. 1689 wurde die Kirche zur Vikariatskirche und 1856 zur Pfarrkirche. 1846/1847, 1877, 1922 und 1955 erfolgten Renovierungen.

## Architektur
Die dreischiffige gotische Kirche mit einem vorgelagerten Westturm steht parallel zwischen dem Fritzbach und der Durchfahrtsstraße in der Ortsmitte. Der ungegliederte Außenbau hat gotische Maßwerkfenster und ein Satteldach und wurde in der Südwestecke mit 1472 bezeichnet. Im Süden hat die Kirche ein gekehltes Spitzbogenportal mit einem Tympanon. Im Westen ist zwischen zwei hohen abgestuften Strebepfeilern ein Segmentbogenportal mit Kehlung und Wulst. Am halbkreisförmigen Chor sind abgestufte Strebepfeiler mit einem Wappen- und Inschriftenstein mit Markus Sittikus 1613 bezeichnet. Der Westturm von 1492 hat eine Turmhalle mit Spitzbögen, wobei der südliche Spitzbogen ist gekehlt mit Stabwerk. Der Turm hat vier durch Gesimse abgegrenzte Geschoße, im Süden mit Lucken ausgestattet, und im Glockengeschoß mit Triforenfenster mit Doppelsäulen, darüber mit Dreieckgiebel und Spitzhelm. Im Süden des Chores steht die zweigeschoßige Sakristei aus 1612 anstatt der vorher eingeschoßigen Sakristei.
Die Turmhalle hat ein Sternrippengewölbe auf runden Konsolen. Das dreischiffige Langhaus hat drei ungleich lange Joche, welche in den Seitenschiffen durch Spitzbögen unterteilt sind. Im Mittelschiff sind Sternrippen aus 1955 auf Pfeilern und runden Diensten. Die Gewölbefeldern zeigen eine gotische Rankenmalerei.

## Ausstattung
In der Turmhalle ist ein Kruzifix aus dem 4. Viertel des 19. Jahrhunderts.
Die Ausstattung des Hochaltares stammt aus der Zeit nach 1600 und wurde vom sog. „Bildhauer bey Hof“, Lorenz Kreuztaler und wahrscheinlich auch Sohn Philipp Kreuztaler, geschaffen.